# Línia evolutiva de Nidoran ♀
Aquesta línia evolutiva de Pokémon inclou Nidoran ♀, Nidorina i Nidoqueen.

## Nidoran ♀
Nidoran♀ és una de les espècies que apareixen a la franquícia Pokémon, una sèrie de videojocs, anime, mangues, llibres, cartes col·leccionables i altres mitjans que va ser inventada per Satoshi Tajiri i ha generat milers de milions de dòlars en beneficis per a Nintendo i Game Freak. És de tipus verí i evoluciona a Nidorina. Juntament amb Nidoran♂, va ser el primer Pokémon a tenir dos gèneres diferents, tot i que les diferències entre ambdós gèneres són més grans que en altres Pokémon.

### Etimologia
El nom Nidoran♀ és una mescla del mot anglès needle ('agulla') transcrit al japonès, i indica que és una femella.

### Morfologia
Nidoran♀ s'assembla a un petit conill blau. Té unes dents grosses, unes punxes a l'esquena i grans orelles, tot i que les de Nidoran♂ són més grans.
Tot i que és petita, les seves punxes verinoses la fan perillosa. La femella les té més petites que el mascle. És de naturalesa relaxada, però segrega verí per les petites banyes si se sent amenaçada. Encara que no és molt combativa, atacarà els enemics amb les punxes si és amenaçada.
Abans que el concepte de Pokémon de diferents gèneres fos introduït a Pokémon Gold i Silver, Nidoran♀, Nidoran♂, i les seves evolucions eren els únics que es podien distingir segons el gènere. A més, abans del llançament de Pokémon Diamant i Perla, els Nidoran eren els únics Pokémon que tenien evolucions específiques per gènere. Tanmateix, i a diferència d'altres Pokémon, ambdós gèneres compten com espècies diferents, amb entrades diferents a la Pokédex per ells i per les seves formes evolucionades.

### En els videojocs
Nidoran♀ és un dels primers Pokémon de tipus verí que es poden capturar a Pokémon Vermell i Blau, a la ruta 22. Tot i que en els primers jocs no era gaire útil contra el primer Líder de Gimnàs, en Brock. Però a Pokémon Groc, segurament per compensar la debilitat del Pokémon inicial d'aquest joc (Pikachu) davant els Pokémon de tipus roca de Brock, Nidoran♀ i Nidoran♂ aprenen Doble Patada, un atac de tipus lluita molt eficaç contra els Pokémon de roca. Nidoran♀ evoluciona a Nidorina en arribar al nivell 16.
Com a Pokémon de tipus verí que és, és fort contra els Pokémon de tipus planta, i feble contra els de tipus fantasma, roca, terra o verí. Els seus atacs són totalment inofensius contra els Pokémon de tipus acer. Les seves estadístiques són bastant febles, i els PS i la defensa són els seus punts forts. Pot aprendre una gran varietat d'atacs especials, però per desgràcia no aprofiten ni el tipus de Nidoran♀ ni el de la seva forma evolutiva final, Nidoqueen, que són de tipus físic.

### A l'anime
La primera aparició de Nidoran♀ a Pokémon és a l'episodi Sparks Fly for Magnemite. Un Nidoran♀ i un Nidoran♂ són els protagonistes de l'episodi Wherefore Art Thou, Pokémon?, que se centra en la relació amorosa entre els dos Pokémon que els seus respectius entrenadors no volen permetre. Al final de l'episodi, evolucionen en Nidorino i Nidorina després de besar-se.

## Nidorina
Nidorina és una de les espècies que apareixen a la franquícia Pokémon, una sèrie de videojocs, anime, mangues, llibres, cartes col·leccionables i altres mitjans que va ser inventada per Satoshi Tajiri i ha generat milers de milions de dòlars en beneficis per a Nintendo i Game Freak. És de tipus verí i evoluciona de Nidoran♀. Evoluciona a Nidoqueen.
El seu nom és una combinació dels mots anglesos needle ('agulla') i rhinoceros ('rinoceront'). És l'homòleg femení de Nidorino. No apareix a Pokémon Ruby, Sapphire i Emerald. Nidorina va aparèixer per primera vegada a Pokémon Red i Pokémon Blue.
Nidorina ha aparegut en diversos episodis de l'anime Pokémon, per primera vegada a The Flame Pokémon-athon. A Wherefore Art Thou, Pokémon?, un exemplar de Nidoran♀ enamorada d'un Nidoran♂ evoluciona en Nidorina, mentre que el seu company esdevé un Nidorino. La líder de gimnàs Whitney també té una Nidorina, que fa servir contra el Cyndaquil d'Ash Ketchum a A Goldenrod Opportunity.

### Característiques
La banya de la femella creix lentament. Prefereix atacs físics com esgarrapar i mossegar.

## Nidoqueen
Nidoqueen és una de les espècies que apareixen a la franquícia Pokémon, una sèrie de videojocs, anime, mangues, llibres, cartes col·leccionables i altres mitjans que va ser inventada per Satoshi Tajiri i ha generat milers de milions de dòlars en beneficis per a Nintendo i Game Freak. És de tipus verí i terra. Evoluciona de Nidorina.